# Tussen-Samber-en-Maas
Tussen-Samber-en-Maas (Frans: Entre-Sambre-et-Meuse) is een landstreek in het zuiden van België. De streek ligt tussen de Samber en de Maas op de rand van de provincies Henegouwen en Namen, ten zuiden van de stad Charleroi. Enkele plaatsen in Tussen-Samber-en-Maas zijn Beaumont, Châtelet, Chimay, Couvin, Florennes, Fosses-la-Ville, Gerpinnes, Ham-sur-Heure-Nalinnes, Mettet, Philippeville, Thuin en Walcourt.
Geologisch gezien is de streek een verderzetting van de streken op de rechteroever van de Maas, namelijk (van noord naar zuid) de Condroz, de Fagne, de Calestienne en de Ardennen.